# The Big One for One Drop 2016
Das Big One for One Drop 2016, auch Big One for One Drop Extravaganza 2016, war die dritte Austragung dieses Pokerturniers. Es wurde vom 14. bis 16. Oktober 2016 im Rahmen des Monte-Carlo One Drop Extravaganza in der Spielbank Monte-Carlo ausgespielt und war mit seinem Buy-in von einer Million Euro bis zum Triton Million for Charity im  August 2019 das teuerste Pokerturnier weltweit.

## Struktur

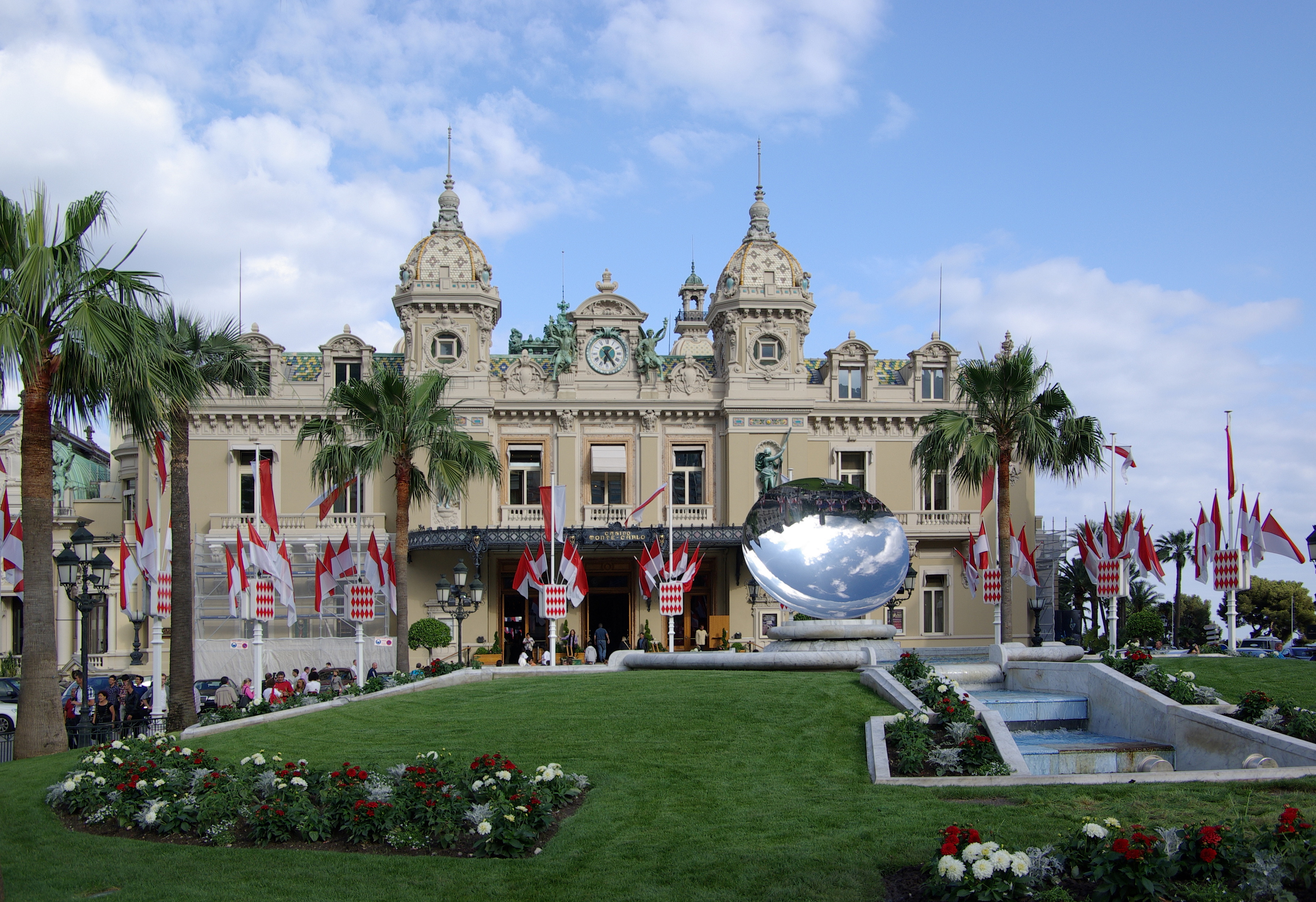
Die Spielbank Monte-Carlo (2011)

Das Turnier in der Variante No Limit Hold’em fand vom 14. bis 16. Oktober 2016 statt. Es wurde von Guy Laliberté organisiert und war nur für von ihm eingeladene Freizeitspieler zugängig. Das Buy-in lag bei einer Million Euro, wovon 111.111 Euro an Lalibertés One Drop Foundation gingen, die sich für bedingungslosen Zugang zu sauberem Trinkwasser in Krisengebieten einsetzt. Insgesamt nahmen 26 Spieler teil, wovon Laliberté und Pantling die Option eines Rebuys nutzten. Der Preispool lag somit bei knapp 25 Millionen Euro.

## Teilnehmer
Die folgenden 26 Spieler nahmen teil:
- Kamer Alyanakyan
- Bobby Baldwin
- Tony Bloom
- James Bord
- Alfred DeCarolis
- Sean Dempsey
- David Einhorn
- Pierre Garand
- Anatoli Gurtowoi
- Cary Katz
- Guy Laliberté
- Pat Madden
- Paul Newey
- Andrew Pantling
- Paul Phua
- Bob Safai
- Rick Salomon
- Dan Shak
- Talal Shakerchi
- Brandon Steven
- Jason Strasser
- Yaqi Sun
- Mark Teltscher
- Elton Tsang
- Haralabos Voulgaris
- Zuo Wang

## Ergebnisse

Elton Tsang (2016)

Für die Teilnehmer gab es sechs bezahlte Plätze.
| Platz | Herkunft               | Spieler          | Preisgeld (in €) |
| ----- | ---------------------- | ---------------- | ---------------- |
| 1     | China Volksrepublik    | Elton Tsang      | 11.111.111       |
| 2     | Russland               | Anatoli Gurtowoi | 05.427.781       |
| 3     | Vereinigte Staaten     | Rick Salomon     | 03.000.000       |
| 4     | Vereinigtes Konigreich | James Bord       | 02.100.000       |
| 5     | Vereinigte Staaten     | Cary Katz        | 01.750.000       |
| 6     | Kanada                 | Andrew Pantling  | 01.500.000       |